# Az egri bazilika orgonája
Az egri bazilika orgonáját Ludwig Mooser salzburgi orgonaépítő-mester építette 1864-ben. A hangszer az esztergomi székesegyházban található testvéréhez hasonlóan hárommanuálos orgona volt, de Mooser egri nagyorgonája 52 regiszteres volt. Ennek az orgonának a nehéz billentyűjárás volt a problémája, mely szinte a játszhatatlanságig fokozódott. 1882-ben pár hónappal a halála előtt Mooser tervet készített az orgona hibáinak javítására, de ebben halála megakadályozta. Ezért a Zsasskovszky-testvérek a felső-sziléziai Rieger orgonaüzemet kérték fel az orgona átvizsgálására. Rieger a nagyorgonát Barker-emeltyűs játékasztallal látta el, a csúszkamozgatást is pneumatikus működtetésűvé tette, így vált lehetővé regisztercrescendo alkalmazása is a játékasztalban. A diszpozíciót és a Mooser-féle mechanikát és belső elrendezést a munka nem változtatta meg. Az orgona problémája azonban nem oldódott meg a Rieger-féle átalakítás által, bár sokkal könnyebb lett a billentyűjárás, mint annak előtte. 
| Pedál               | I. Manuál                | II. Manuál        | III. Manuál        |
| ------------------- | ------------------------ | ----------------- | ------------------ |
| Infrabass 32'       | Principal 16'            | Praestant 8'      | Bourdon 8'         |
| Principalbass 16'   | Octav 8'                 | Octava 4'         | Nachthorn 8'       |
| Subbass 16'         | Quint major 5 1/3'       | Flagolett 2'      | Gemshorn 8'        |
| Violonbass 16'      | Superoctav 4'            | Quint 2 2/3'      | Octava 4'          |
| Bourdon 16'         | Quint 2 2/3'             | Acuta 5 sor 2'    | Flauto traverso 4' |
| Quint Major 10 2/3' | Piccolo 2'               | Quintatön 16'     | Viola 4'           |
| Octavbass 8'        | Cornett 3 sor 4'         | Viola di Gamba 8' | Dolce 4'           |
| Flötenbass 8'       | Rauschwerk 10 sor 2'     | Salicional 8'     | Flauto 4'          |
| Bourdon 8'          | Cimbel 3 sor 1'          | Coppel 8'         | Flautino 2'        |
| Compensum 8'+8'     | Gamba Major 16'          | Flute d'amour 4'  | (Clav) Eoline 8'   |
| Posaun 32'          | Coppel 8'                | Hohlflöte 4'      |                    |
| Bombardon 16'       | Quintatön 8'             | Angusta 4'        |                    |
| Trompet 8'          | Ripienflöt 8'            |                   |                    |
|                     | Waldflöte 4'             |                   |                    |
|                     | Födött 4'                |                   |                    |
|                     | Trompet 8'               |                   |                    |
|                     | Cello con hautboit 8'+8' |                   |                    |

1912-ben a pécsi Angster orgonagyár az orgonát teljesen átépítette és bővítette. A korábbi mechanikus rendszer helyébe pneumatikus traktúrát épített be pneumatikus ékfúvócskás táskaládákkal. Angster növelte a vonós és nyelvváltozatok számát. Mooser nyelvsípjait eltávolította az orgonából. A második és harmadik manuált redőnybe tette. Mivel a harmadik manuál a hangszer legmagasabban elhelyezett műve volt, egy sor relé beépítésével tette pontosabbá annak működését. Az átdolgozott diszpozíció három manuál 60 regiszter volt, a manuálok hangterjedelme 58, míg a pedál hangterjedelme 30 hang lett (Moosernél 54 manuálhang és 24 pedálhang volt).
1964-ben újabb átépítés és bővítés következett. Ekkor épült meg a pozitívmű a karzat mellvédjében Szalay Lajos tervei szerint. Ekkor új négymanuálos elektromos játékasztalt kapott az orgona, és a vezérlést elektromos traktúrájúra alakították át. A munkát Erdősi József, Gyöpös László és Gonda Nándor budapesti orgonaépítők végezték el. Az orgona regiszterszáma 100-ra emelkedett, a manuálok hangterjedelme 61 hang lett.
2000-ben a Váradi és Fia orgonaépítő cég által elvégzett felújítás keretein belül az orgona új játszóasztalt és új homlokzatot kapott. Szintén ekkor készült el az 5. manuál, amelyre 3 db Bombard és egy Cornett regiszter lett beépítve.

## Diszpozíció
| Pedalwerk | I. POSITIVWERK | II. HAUPTWERK | III.SCHWELLWERK | IV. SCHWELLPOSITIVWERK | V. BOMBARDWERK                                                      |
| --- | --- | --- | --- | --- | ------------------------------------------------------------------- |
| 1. Prinzipalbass 32' 2. Grossquinte 21 1/3' Prinz.32'+Gr.quint.21 1/3'= Resultantbass64' 3. Kontrabass 16' 4. Violonbass 16' 5. Subbass 16' 6. Echobass 16' 7. Sesquialtera 10 2/3'+6 2/3' 8. Offenbass 8' 9. Rohrgedackt 8' 10. Nachthorn 8' 11. Rohrnasat 5 1/3' 12. Choralflöte 4' 13. Horn 4' 14. Lokatio 4x3 1/5' 15. Dolkan 2' 16. Rauschbass 4x2' 17. Sourdon 32' 18. Bombard 32' 19. Bombard 16' 20. Tuba 8' 21. Clarion 4' 22. Singend Cornett 2' | 23. Nachthorngedackt 8' 24. Flöte 8' 25. Quintadena 8' 26. Salicional 8' 27. Oktave 4' 28. Rohrflöte 4' 29. Quint 2 2/3' 30. Prinzipal 2' 31. Flöte 2' 32. Terz 1 3/5' 33. Larigot 1 1/3' 34. Octave 1' 35. Mixtur 4-6x 1' 36. Quint Zimbel 3x 1/4' 37. Sourdon 16' 38. Krummhorn 8' 39. Regal 4' | 40. Grosspraestant 16' 41. Grossgedackt 16' 42. Prinzipal 8' 43. Gemshorn 8' 44. Doppelflöte 8' 45. Cornett 3-5x 8' 46. Octave 4' 47. Blockflöte 4' 48. Prinzipalquint 2 2/3' 49. Superoctave 2' 50. Mixtur 5x 2' 51. Zimbel 4x 1' 52. Fagott 16' 53. Trompete 8' 54. Clarion 4' | 55. Quintadena 16' 56. Flötenprinzipal 8' 57. Schweizerflöte 8' 58. Koppelflöte 8' 59. Violon 8' 60. Eolharfe 8'+8' 61. Ital.Prinzipal 4' 62. Traversflöte 4' 63. Violflöte 4' 64. Nasat 2 2/3' 65. Cornett 9x 2 2/3' 66. Hohlflöte 2' 67. Nachthorn 2' 68. Blockterz 1 3/5' 69. Larigot 1 1/5' 70. Septime 1 1/7' 71. Weitflöte 1' 72. Glockenpfeife 1/2' 73. Mixtur 5x2' 74. Terz Zimbel 3x 1/6' 75. Musette 16' 76. Trompet harm. 8' 77. Oboe 8' 78. Vox humana 8' 79. Clarion 4' | 80. Lieblichgedackt 16' 81. Violprinzipal 8' 82. Doppelgedackt 8' 83. Rohrflöte 8' 84. Viola di gamba 8' 85. Gemshorn 4' 86. Schweizerpfeife 4' 87. Gemsquinte 2 2/3' 88. Sesquialtera 2 2/3' + 1 3/5' 89. Waldflöte 2' 90. Mixtur 4x 1 1/3' 91. Zimbel 3x 1/2' 92. Rankett 16' 93. Horn 8' 94. Clarinett 8' 95. Schalmei 4' | 96. Bombard 16' 97. Bombard 8' 98. Bombard 4' 99. Cornett 5x 5 1/5' |
| Glocken P+I P+II P+III P+IV P+V P+II sup. P+III sup. | Tremolo Nachtigal Zimbelstern I+III I+IV I+V I+Ill sup. I+Il disc. | Glocken II+I II+III II+IV II+V II+III sub. II+III sup. II+II sup. II+V sup. II+I disc. | Glocken Tremolo III+IV III+V III+III sub. III+III sup. | Glocken Tremolo IV+V | V+V sup.                                                            |